# 費希爾縣 (得克薩斯州)
費希爾縣（英語：Fisher County）位美國德克薩斯州中西部的一個縣。面積2,336平方公里。根据美國2000年人口普查，共有人口4,334人。縣治羅比（Roby）。
成立於1876年8月21日，縣政府成立於1886年4月27日。縣名紀念德克薩斯共和國海軍部長薩穋爾·R·費希爾。